# Fritham
Fritham – wieś w Anglii, w hrabstwie Hampshire, w dystrykcie New Forest. Leży 25 km na południowy zachód od miasta Winchester i 125 km na południowy zachód od Londynu.